# Mas’ûd ibn Bursuqî
Izz al-Din Mas’ûd ibn Bursuqî († 1127) est un atabeg de Mossoul et d'Alep de 1126 à 1127, fils d'Aq Sonqor Bursuqî, également atabeg de Mossoul et d'Alep.
Son père est assassiné à Mossoul le 26 novembre 1126 alors qu'il réside à Alep. Il apprend la nouvelle de Bohémond II, prince d'Antioche, « tant les Francs mettaient de soin à s'instruire de ce qui survenait d'important dans les provinces musulmanes », écrit le chroniqueur musulman Ibn al-Athir. Il se rend immédiatement à Bagdad pour obtenir du sultan seldjoukide de Perse Mahmud II, l'investiture de Mossoul et d'Alep. Peu après, il se brouille avec Tughtekîn, atabeg de Damas, et s'apprête à envahir ses états lorsqu'il meurt à Rahéba, peut-être empoisonné.
Le sultan donne alors Mossoul et Alep à Zengi. Pendant que celui-ci occupe Mossoul, Qutlugh, un mamelouk de Ma'sûd, prend le pouvoir à Alep, mais se rend si tyrannique envers ses habitants qu'une révolte le renverse, avant que Zengi ne prenne enfin possession de la ville le 18 juin 1128.

## Sources
- René Grousset, Histoire des croisades et du royaume franc de Jérusalem - I. 1095-1130 L'anarchie musulmane, Paris, Perrin, 1934 (réimpr. 2006), 883 p., p. 681-2 et 697-9.